# Maliek White
Maliek White (Richmond, Virginia, 6 de junio de 1998) es un baloncestista estadounidense que actualmente forma parte de la plantilla del BC Neptūnas Klaipėda de la Lietuvos Krepšinio Lyga. Con 1,91 metros de estatura, juega en la posición de base.

## Trayectoria deportiva
White es un base formado en el George Wythe High School de su ciudad natal, antes de ingresar en 2016 en el Providence College, situado en Providence, Rhode Island, donde disputó durante cuatro temporadas la NCAA con los Providence Friars, desde 2016 a 2020.

Tras no ser drafteado en 2020, en la temporada 2020-21, firma con el BC Rustavi de la Georgian Super Liga. 
El 28 de julio de 2021, firma por el BC Körmend de la A Division húngara.
El 11 de julio de 2022, firma por el BC Neptūnas Klaipėda de la Lietuvos Krepšinio Lyga.